# Overmind
L'Overmind est un super-vilain créé par Marvel Comics. il est apparu pour la première fois dans Fantastic Four #113, en 1971.

## Origines
Grom est un alien appartenant à la race des Éternels d'Eyung, né sur la planète Eternus. Grom était un seigneur de la guerre, et il a éradiqué de nombreuses espèces. Il était aussi le champion des combats d'arène. Quand les Eyungs lancèrent une guerre contre les Gigantiens, les deux races se retrouvèrent proches de l'extinction. Grom fut alors choisi pour devenir l'Overmind, le réceptacle des milliards d'esprits survivants, et on l'envoya dans une capsule spatiale, cryostasé pendant des millénaires, ce qui lui permit d'assimiler les esprits en un seul.
Quand il se réveilla enfin, il pilota pour atteindre la planète habitée la plus proche, la Terre. Il rencontra les Quatre Fantastiques qui avaient été avertis par Uatu le Gardien. Grom affronta facilement les héros et le Docteur Fatalis, jusqu'à ce que l'Étranger n'intervienne et réduise Grom dans un univers subatomique. Là, le guerrier se retrouva seul et devint à moitié fou.
Il fut découvert plus tard par Null (en) qui le contrôla et l'envoya attaquer la terre parallèle où vivait l'Escadron suprême. l'Overmind réduisit les héros et les dirigeants mondiaux en esclavage mental, et se fit passer pour le président des États-Unis. Il lança le pays dans la construction d'une flotte militaire spatiale, pour continuer ses conquêtes. Quand Hyperion amena les Défenseurs pour l'aider, ils réussirent à libérer l'Escadron. Pendant ce temps-là, Null absorba les énergies mentales de Grom, et un groupe composé de 7 télépathes, aidés des héros, battirent l'être et se retrouvèrent possesseurs de Grom affaibli. 
Les Défenseurs retournèrent dans leur réalité avec l'Overmind. L'être, désormais habité par 7 esprits humains, devint vite un membre du groupe et se révéla important lors du sauvetage de Daimon Hellstrom contre le Miracle Man. Mais l'alien se fatigua et il quitta leurs rangs, leur faisant même oublier qu'il avait été un Défenseur. Il voyagea à travers les États-Unis, à la recherche d'un but, et se retrouva à Millwood, une petite ville du New Hampshire, victime d'une intoxication chimique. Il fit oublier à la population qu'ils étaient malades, mais se ravisa finalement.
Quand l'Escadron arriva sur la Terre-616, la psyché originel de l'Overmind réapparut et reprit le contrôle de son corps, absorbant l'esprit combiné des 7 télépathes dans son propre gestalt mental. Il contrôla l'Escadron pour se venger de l'Etranger sur son monde-laboratoire. Il en profita pour libérer les prisonniers du puissant alien et démarra un duel mental contre ce dernier. Hélas, l'arrivée de plusieurs Gardiens lui fit perdre sa concentration et il fut battu, et fait prisonnier.
Il semble avoir réussi à s'échapper plus tard, avec l'aide du Penseur Fou.

### Civil War
Pendant la guerre civile, le Baron Zemo retrouva la piste de l'Overmind, caché sur Terre, et le força à travailler pour les Thunderbolts.

## Pouvoirs
- L'Overmind est un alien possédant de vastes pouvoirs psychiques, grâce aux milliards d'esprits qui composent son essence. Il possède des dons de télépathie, télékinésie, projection d'illusion, sur de grandes distances. En cas de stress toutefois, il perd sa concentration, et donc sa puissance.
- Il utilise fréquemment un scannage mental très précis, et ses victimes en sont inconscientes, jusqu'à ce qu'il désire se manifester. Il peut influencer mentalement près de 800 personnes avec facilité. À pleine puissance, il s'est déjà montré être un adversaire de poids pour l'Etranger.
- Sa télékinésie lui permet de soulever quelques tonnes. En concentrant ce pouvoir sur un point précis, il peut générer des explosions de force assez puissante pour déformer l'acier à 3 mètres.
- C'est un grand guerrier, possédant une endurance et une force colossales.
- Sa faiblesse repose sur le fait qu'il ne peut contrôler les Éternels. Il est aussi vulnérable à la magie.